# Uli Henkel
Ulrich „Uli“ Henkel (* 24. Dezember 1954 in Dortmund) ist ein deutscher Jurist, Unternehmensberater und Politiker der AfD. Er war von 2018 bis 2023 Abgeordneter im Bayerischen Landtag.

## Leben
Nach dem Abitur im Jahr 1976 leistete Henkel Dienst bei der Bundeswehr von 1976 bis 1977. Im Anschluss studierte Henkel Rechtswissenschaften mit dem Schwerpunkt Internationales Recht. Er ist als Jurist und selbständiger Unternehmensberater in Bayern tätig. In den 1990ern war er Mitglied der Statt Partei. Er ist Mitglied der bayerischen AfD. Bei der bayerischen Landtagswahl 2018 kandidierte er als Stimmkreisabgeordneter im Stimmkreis München-Giesing und auf Listenplatz 2 der AfD in Oberbayern. Henkel zog als Abgeordneter in den Bayerischen Landtag ein. Des Weiteren war Henkel bis Juni 2021 Mitglied des Ausschusses für Eingaben und Beschwerden, ab Oktober 2021 war er Mitglied im Ausschuss für Wohnen, Bau und Verkehr. Henkel war auch im Beirat der Stiftung Bayerisches Amerikahaus gGmbH und Rundfunkrat im Bayerischen Rundfunk. Bei der Landtagswahl 2023 kandidierte er erneut, erreichte aber kein Mandat.
Im Rahmen seiner Nominierung als Vize-Landtagspräsidenten wurde Henkels Beobachtung durch den bayerischen Verfassungsschutz bekannt. Unter anderem konnte auf seiner Internetseite ein YouTube-Video mit dem Titel „Aus Wut wird Gewalt! Flüchtlinge werden sich bald nehmen, was sie wollen, Uli Henkel AfD sorgt sich“ aufgerufen werden. Der Verfassungsschutz wertete Henkels Aussagen „als extremistisch und motivierend zum Hass“. Zwei Monate später wurde die Beobachtung aufgrund der für Landtagsabgeordnete geltenden höheren Hürden eingestellt. Das Verfahren wurde von der Staatsanwaltschaft inzwischen eingestellt.
Er wohnt seit 1957 in München, ist verheiratet und hat einen Sohn.